# Орнштейн, Эммануил Георгиевич
Эммануил Георгиевич (Гершевич) Орнштейн (род. 1926, Кишинёв) — молдавский советский учёный-медик, ортопед и травматолог.

## Биография
Учился в кишинёвском лицее имени Б. П. Хашдеу (Liceul B. P. Haşdeu), в 1940 году переименованном в среднюю школу имени Сергея Лазо. Отец — Герш Абрамович Орнштейн, из семьи потомственных провизоров, погиб в 1941 году в Кишинёве; остальные члены семьи погибли в гетто Транснистрии. Э. Г. Орнштейну удалось самостоятельно эвакуироваться из Кишинёва в Бухару, где он поступил в школу-интернат.
Участник Великой Отечественной войны, дошёл до Берлина, был дважды ранен. Окончил Кишинёвский медицинский институт, защитил кандидатскую диссертацию там же («О физико-механических свойствах костей предплечья», 1955). Доцент Кишинёвского медицинского института. С 1993 года — в Нью-Йорке.
Автор трудов по классификации, семиотике и лечению переломов лучевой кости в классическом месте, детской ортопедии. Аппарат Орнштейна используется для вправления переломов лучевой кости. Симптом Орнштейна (1966) используется при диагностике перелома лучевой кости в типичном месте.
Двоюродная сестра — молдавский физик Б. Г. Коварская.

## Монографии
- Переломы лучевой кости в классическом месте. Кишинёв: Картя молдовеняскэ, 1966. — 119 с.
- Переломы и вывихи костей предплечья. Кишинёв: Штиинца, 1979. — 212 с.
- Семиотика и диагностика в травматологии и ортопедии. Кишинёв: Штиинца, 1992. — 452 с.
- Сложные костосуставные повреждения предплечья у детей. Кишинёв: Квант, 1993. — 80 с.[10]